# Trent Hodkinson

a Compétitions nationales et continentales officielles uniquement.

b Matchs officiels uniquement.
Trent Hodkinson, né le 31 août 1988 à Campbelltown (Nouvelle-Galles du Sud), est un joueur australien de rugby à XIII évoluant au poste de demi de mêlée. Il fait ses débuts en National Rugby League avec les Sea Eagles de Manly-Warringah lors de la saison 2010. Titulaire dès sa première saison, il participe également au City vs Country Origin. Il signe ensuite en 2011 aux Bulldogs de Canterbury-Bankstown avec lesquels il atteint la finale de la NRL en 2012 et 2014. Enfin en 2016, il s'engage avec les Knights de Newcastle. Il prend part aussi au State of Origin avec la Nouvelle-Galles du Sud en 2014.

## Palmarès

### En club
- Individuel :
  - Finaliste de la National Rugby League : 2012 et 2014 (Canterbury-Bankstown).

## Statistiques
| Saison | Club                          | Compétition           | Matchs | Points | Essais | Goals | Drops |
| ------ | ----------------------------- | --------------------- | ------ | ------ | ------ | ----- | ----- |
| 2010   | Manly-Warringah Sea Eagles    | National Rugby League | 24     | 19     | 4      | -     | 3     |
| 2011   | Canterbury-Bankstown Bulldogs | National Rugby League | 22     | 11     | 2      | -     | 3     |
| 2012   | Canterbury-Bankstown Bulldogs | National Rugby League | 6      | -      | -      | -     | -     |
| 2013   | Canterbury-Bankstown Bulldogs | National Rugby League | 20     | 147    | 4      | 64    | 3     |
| 2014   | Canterbury-Bankstown Bulldogs | National Rugby League | 25     | 160    | 5      | 68    | 4     |
| 2015   | Canterbury-Bankstown Bulldogs | National Rugby League | 19     | 99     | 1      | 47    | 1     |
| 2016   | Newcastle Knights             | National Rugby League | 23     | 99     | 1      | 47    | 1     |
| 2017   | Newcastle Knights             | National Rugby League | 17     | 97     | 1      | 46    | 1     |
| 2018   | Cronulla-Sutherland Sharks    | National Rugby League | 4      | 0      | 0      | 0     | 0     |
| 2018   | Manly-Warringah Sea Eagles    | National Rugby League | 13     | 52     | 2      | 22    | 0     |
| 2019   | Manly-Warringah Sea Eagles    | National Rugby League | 1      | 0      | 0      | 0     | 0     |